# Simpsonichthys flagellatus
Simpsonichthys flagellatus är en fiskart som beskrevs av Costa 2003. Simpsonichthys flagellatus ingår i släktet Simpsonichthys och familjen Rivulidae. Inga underarter finns listade i Catalogue of Life.